# Perfume WORLD TOUR 2nd
『Perfume WORLD TOUR 2nd』（パフューム・ワールド・ツアー・セカンド）は、日本のテクノポップユニット、Perfumeの10作目の映像作品である。本作と同時に、過去にDVDでリリースされていた『Perfume WORLD TOUR 1st』がBlu-ray Discで発売された。
また、Perfumeが2013年夏に開催して、本作に収録されたワールド・ツアーについても記述する。

## パッケージ
- DVD：1枚組
- BD：1枚組

DVD版（UPBP-1004）とBD版（UPXP-1004）が同時リリースされた。また、初回プレス分のみ、特典としてジャケット絵柄のステッカーが封入される。

## 収録映像
2013年夏に行われたツアー『Perfume WORLD TOUR 2nd』から、ロンドン公演の模様を全曲分、メイキング映像が収録される。
1. OPENING
2. Spending all my time (extended-mix)
3. Magic of Love
4. レーザービーム (Album-mix)
5. ポリリズム
6. Spring of Life
7. SEVENTH HEAVEN
8. スパイス
9. Handy Man -Original Instrumental-
10. だいじょばない
11. エレクトロ・ワールド
12. 「P.T.A.」のコーナー
13. FAKE IT
14. Dream Fighter
15. チョコレイト・ディスコ（2012-Mix）
16. MY COLOR

ENCORE
- GLITTER

映像作品特典
- WORLD TOUR 2nd メイキング

## チャート成績
DVDが約0.8万枚、BDが約1.7万枚の売り上げで、同年10月13日付週間DVD、BDの両ランキングでそれぞれ総合1位に初登場。両ランキングで同時に首位を獲得したのは、同年2月の『Perfume Clips』以来となった。また女性アーティスト史上初めて、同一年で複数作品で同時1位を達成した。男性を含めると、EXILE、嵐とならび、歴代1位タイ記録となった。
通算首位獲得数はDVDが8作目で、BDが3作目。DVDは宇多田ヒカルと倖田來未に並び、BDはAKB48に並び、それぞれ女性アーティスト歴代1位タイの記録となった。

## 収録されたツアー
『Perfume WORLD TOUR 2nd』（パフューム・ワールド・ツアー・セカンド）は、Perfumeが2013年夏に開催したライブ・ツアー。

### 日程・会場
| 出典         |          |          |                           |          |
| 公演日       | 国・地域 | 都市     | 会場                      | 備考     |
| 2013年7月3日 | ドイツ   | ケルン   | Gloria-Theater (ケルン)   |          |
| 2013年7月5日 | イギリス | ロンドン | O2 Academy Islington      | 会場変更 |
| 2013年7月5日 | イギリス | ロンドン | O2 Shepherd's Bush Empire |          |
| 2013年7月7日 | フランス | パリ     | Le Bataclan               |          |